# Kartojärvi
Kartojärvi är en sjö i Finland. Den ligger i kommunen Enare i landskapet Lappland, i den norra delen av landet, 1 000 km norr om huvudstaden Helsingfors. Kartojärvi ligger 277,6 meter över havet. Arean är 18,7 hektar och strandlinjen är 3,14 kilometer lång. Sjön  ingår i Pasvik älvs huvudavrinningsområde. 